# Holografi
Holografi (gr. holo = hel eller fuldstændig, graphos =  skreven eller budskab) er en avanceret form for fotografi hvor billedet, et såkaldt hologram, viser motivet tredimensionelt. Holografiteknikken bruges til at lave virkeligsnære og virtuelle billeder af genstande. Metoden kan også anvendes til at lagre information optisk. 
Hologrammer laves ved at en fotografisk plade bliver belyst med refleksioner fra genstanden som skal affotograferes, og samtidig med laserlys direkte fra hovedlyskilden (referencelyskilden). Samspillet (interferensen) mellem lysbølgerne fra genstanden og fra lyskilden danner et mønster som bliver registreret på filmen. Når filmen bliver fremkaldt og efterfølgende bliver belyst, kan man se dette mønster i form af et tredimensionelt billede. Hvert eneste punkt på hologrammet indeholder information om hele det affotograferede objekt.

## Historie
Holografi blev beskrevet i 1947 af den ungarske fysiker Dennis Gabor (1900 – 1979). For dette blev han tildelt Nobelprisen i fysik i 1971. Opdagelsen var et uventet resultat af forskning med det formål at forbedre elektronmikroskopet, men den fik ikke gennemslag før laseren, en lyskilde som kan sende en afgrænset og jævn lysstråle, blev opfundet i 1960.
Hologram bruges ofte som "fremtidens 3D-billeder" i science fiction-bøger og -film, som for eksempel i tv-serien Star Trek og Star Wars.
| Lyd og billede | Spire Denne artikel om billed- og lydteknologi er en spire som bør udbygges. Du er velkommen til at hjælpe Wikipedia ved at udvide den. |